# Célia Šašić
Célia Šašić (* 27. Juni 1988 in Bonn als Célia Okoyino da Mbabi) ist eine ehemalige deutsche Fußballspielerin und heutige DFB-Funktionärin.
Sie spielte zwischen 2004 und 2013 fast zehn Jahre lang für den SC 07 Bad Neuenahr, danach von 2013 bis zu ihrem Karriereende 2015 für den 1. FFC Frankfurt, bei dem sie mit dem Gewinn der UEFA Women’s Champions League 2015 und des DFB-Pokals 2014 ihre größten Erfolge auf Vereinsebene erlebte. Seit 2005 war sie außerdem in der Nationalmannschaft aktiv, mit der sie unter anderem zweimal Europameisterin wurde.
Šašić war zweimal Torschützenkönigin der Bundesliga sowie jeweils Torschützenkönigin der Champions League und der Weltmeisterschaft im Jahr 2015. 2012 und 2015 wurde sie zu Deutschlands Fußballerin des Jahres gewählt, 2015 nach Beendigung ihrer Laufbahn außerdem zu Europas Fußballerin des Jahres.
Seit März 2022 ist sie Vizepräsidentin des Deutschen Fußball-Bundes für Diversität und Vielfalt.

## Sportliche Karriere

### Vereine
Ihre Karriere begann sie im Alter von fünf Jahren beim TuS Germania Hersel. Ihr älterer Bruder Nicolas hatte sie damals mit zum Training genommen. Über die Stationen SC Widdig, TuS Pützchen 05 und FC Sankt Augustin kam sie 2004 zum SC 07 Bad Neuenahr, wo sie auf Anhieb Stammspielerin wurde. Weil der Verein 2013 Insolvenz anmeldete, wechselte Šašić zum 1. FFC Frankfurt. 2014/15 war sie mit 21 Toren die erfolgreichste Torjägerin der Bundesliga-Saison und mit 14 Toren in der UEFA Women’s Champions League 2014/15 und trug damit maßgeblich zum Titelgewinn bei.

### Nationalmannschaft
Das fußballerische Talent von Šašić fiel Talentsichtern des DFB auf. Anfang 2004 wurde die Spielerin, die bis dahin Staatsbürgerin Frankreichs war, auf ihren Antrag hin in die Bundesrepublik Deutschland eingebürgert. In der U-17-Nationalmannschaft erzielte sie in 13 Einsätzen 15 Tore. Am 2. Juli 2004 erzielte sie beim 7:0-Sieg gegen Island fünf Tore. Ihr größter Erfolg als Juniorennationalspielerin war der Sieg bei der U-19-Weltmeisterschaft 2004 in Thailand. Ein Jahr später erreichte sie mit ihrer Mannschaft bei der U-19-Europameisterschaft das Halbfinale.
Am 28. Januar 2005 gab Šašić im chinesischen Quanzhou als bis dato zweitjüngste Spielerin einer DFB-Auswahlmannschaft ihr Debüt in der A-Nationalmannschaft: im Spiel gegen Australien wurde sie für Navina Omilade eingewechselt. Ihr erstes Tor erzielte sie am 4. September 2006 bei einem Freundschaftsspiel gegen Kanada. Bis dato ist sie die viertjüngste Torschützin der Nationalmannschaft. Mit der Nationalmannschaft gewann sie im Frühjahr 2006 den Algarve-Cup, wobei sie in allen Spielen eingewechselt wurde und im Finale gegen die USA im Elfmeterschießen einen Elfmeter verwandeln konnte.
Am 18. März 2007 erlitt sie beim Bundesligaspiel SC 07 Bad Neuenahr gegen FC Bayern München einen Schienbeinbruch. Zu diesem Zeitpunkt führte sie die Torjägerliste der Bundesliga an. Wegen des Bruchs konnte sie nicht an der Frauenfußball-Weltmeisterschaft 2007 teilnehmen.
Im August 2008 gewann sie mit der Nationalmannschaft die Bronze-Medaille bei den Olympischen Spielen und im folgenden Jahr die Fußball-Europameisterschaft der Frauen 2009 in Finnland.
Bei der WM 2011 in Deutschland gehörte sie zum Mannschaftskader und erzielte im Eröffnungsspiel beim 2:1-Sieg gegen Kanada vor fast 74.000 Zuschauern im Berliner Olympiastadion das vorentscheidende 2:0.
Im März 2012 war sie beim Algarve-Cup mit sechs Treffern die erfolgreichste Torschützin des Turniers. Im abschließenden Gruppenspiel gegen den FIFA-Weltranglisten-Fünften Schweden erzielte sie drei Tore (Endstand 4:0). Mit weiteren drei Toren im Finale in Faro gegen Weltmeister Japan (4:3) hatte sie maßgeblichen Anteil am Titelgewinn ihrer Mannschaft. Mit diesen drei Toren ist sie die erste deutsche Spielerin, der drei Tore in einem Spiel gegen eine Mannschaft der Top 3 der FIFA-Weltrangliste gelangen. Im EM-Qualifikationsspiel gegen Spanien am 31. März konnte sie viermal erfolgreich abschließen und ist somit die erste deutsche Spielerin, die in drei aufeinander folgenden Spielen jeweils mindestens drei Tore erzielte. Diesen Rekord konnte sie durch vier weitere Treffer im EM-Qualifikationsspiel gegen die Schweiz am 5. April noch ausbauen.
Im August 2012 wurde sie mit deutlichem Vorsprung zu Deutschlands Fußballerin des Jahres gewählt. Sie erhielt die Auszeichnung am 19. September 2012 vor dem EM-Qualifikationsspiel gegen die Türkei.

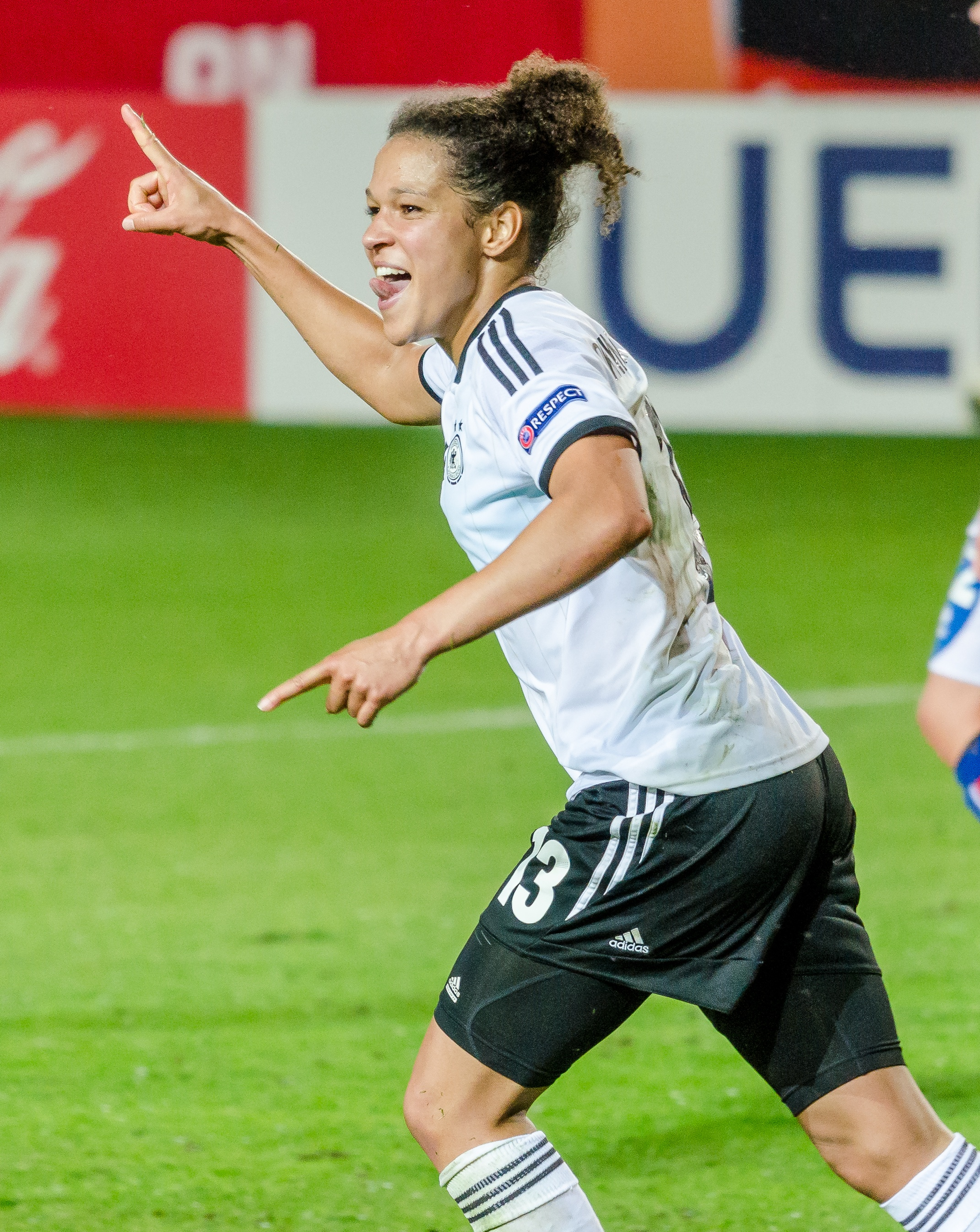
Célia Šašić bei der EM 2013 im Spiel gegen Island

Bei der vom 10. bis 28. Juli 2013 ausgetragenen Europameisterschaft in Schweden bestritt sie alle Turnierspiele. Ihre beiden Turniertore erzielte sie am 14. Juli im zweiten Gruppenspiel beim 3:0-Sieg gegen die Auswahl Islands mit dem Treffer zum zwischenzeitlichen 2:0 in der 55. Minute und dem Treffer zum Endstand in der 84. Minute. Mit dem 1:0 gewonnenen Finale gegen die Auswahl Norwegens wurde sie mit der Mannschaft Europameisterin.
Am 24. Mai 2015 wurde sie von Bundestrainerin Silvia Neid in das Aufgebot für die Weltmeisterschaft 2015 in Kanada berufen. Beim 10:0-Sieg gegen die Elfenbeinküste im ersten Gruppenspiel gelangen ihr drei Tore. Zwei weitere Treffer erzielte sie im Achtelfinale gegen Schweden (4:1). Im Viertelfinale gegen Frankreich gelang ihr mit einem Handelfmeter in der 84. Minute der 1:1-Ausgleich. Im anschließenden Elfmeterschießen führte ihr Treffer zum 5:4 die Nationalmannschaft ins Halbfinale. Dort hatte Šašić gegen die USA beim Stand von 0:0 per Foulelfmeter die Chance zum Führungstor, verschoss diesen jedoch. Am Ende hieß es 0:2, und nach einer weiteren Niederlage gegen England musste sich das DFB-Team mit Platz 4 begnügen. Mit insgesamt sechs Toren und einer Vorlage wurde Šašić aufgrund der geringeren Einsatzzeit als beste Torschützin mit dem Goldenen Schuh des Turniers ausgezeichnet, zweite wurde Carli Lloyd (USA). Damit war sie im selben Jahr Torschützenkönigin der Bundesliga, der Champions League und der Weltmeisterschaft.
Nachdem Šašić bereits zuvor ihren Vertrag beim 1. FFC Frankfurt aufgelöst hatte, beendete sie am 16. Juli 2015 kurz nach der Weltmeisterschaft mit 27 Jahren ihre Laufbahn im Profifußball, um ihr Studium zu beenden, sich anschließend beruflich neu zu orientieren und eine Familie zu gründen. Im gleichen Monat wählte eine Jury aus Sportjournalisten sie zum zweiten Mal zu Deutschlands Fußballerin des Jahres. Im August folgte, ebenfalls durch Sportjournalisten, die Auszeichnung zu Europas Fußballerin des Jahres.
Vor dem Freundschaftsspiel gegen England am 27. November 2015 wurde sie zusammen mit der ebenfalls nach der WM zurückgetretenen Nadine Angerer offiziell aus der Nationalmannschaft verabschiedet und zudem wurden beide für mehr als 100 Länderspiele geehrt.
Am 30. November wurde sie als eine von drei Spielerinnen für den FIFA Ballon d’Or 2015, der Auszeichnung für die weltbeste Fußballerin, nominiert. Bei der Wahl belegte sie den zweiten Platz.

## DFB-Funktionärin
Seit Oktober 2010 ist Šašić zusammen mit den Nationalspielern Cacau und Serdar Taşçı sowie der Schiedsrichterin Sinem Turac als DFB-Integrationsbotschafterin tätig.
Beim DFB-Bundestag am 11. März 2022 wurde Šašić zur Vizepräsidentin für Diversität und Vielfalt gewählt. Zur EM 2024 agierte sie als Botschafterin.

## Erfolge
- Europameisterin 2009, 2013
  - Beste Torschützin in der EM-Qualifikation 2013
- Algarve-Cup-Siegerin 2006, 2012 und 2014
  - Torschützenkönigin beim Algarve-Cup 2012
- DFB-Pokal-Siegerin 2014
- Olympische Bronzemedaille 2008
- U-19-Weltmeisterin 2004
- Torschützenkönigin der Frauen-Bundesliga 2014 und 2015
- Champions-League-Siegerin und Torschützenkönigin 2015
- Torschützenkönigin der Fußball-Weltmeisterschaft der Frauen: 2015

## Auszeichnungen
- Fritz-Walter-Medaille 2005 in Bronze
- Wahl in das All-Star-Team der EM 2013[13]
- Fußballerin des Jahres 2012 und 2015
- Goldener Schuh als beste Torschützin der Fußball-Weltmeisterschaft der Frauen 2015
- UEFA Best Women’s Player in Europe 2015
- Aufnahme in die Weltauswahl 2015[14]

## Sonstiges
Als GoVolunteer-Botschafterin für Vielfalt und Toleranz setzt sich Šašić für ein gemeinsames Miteinander in Deutschland ein. Außerdem unterstützt sie die Theo-Zwanziger-Stiftung, die sich der Förderung des Sports, insbesondere der Förderung des Mädchen- und Frauenfußballs, verschrieben hat.
In dem kurz vor der Fußball-Weltmeisterschaft der Frauen 2011 ausgestrahlten Tatort: Im Abseits hatte sie einen Cameo-Auftritt.
Šašić nahm 2018 an der dritten Staffel der Wettkampfshow Ewige Helden teil.
Von September 2018 bis Mai 2024 war Šašić in der sport1-Fußballtalkshow Fantalk sowie seit Oktober 2018 im Doppelpass regelmäßig als Expertin zu Gast.

## Privates

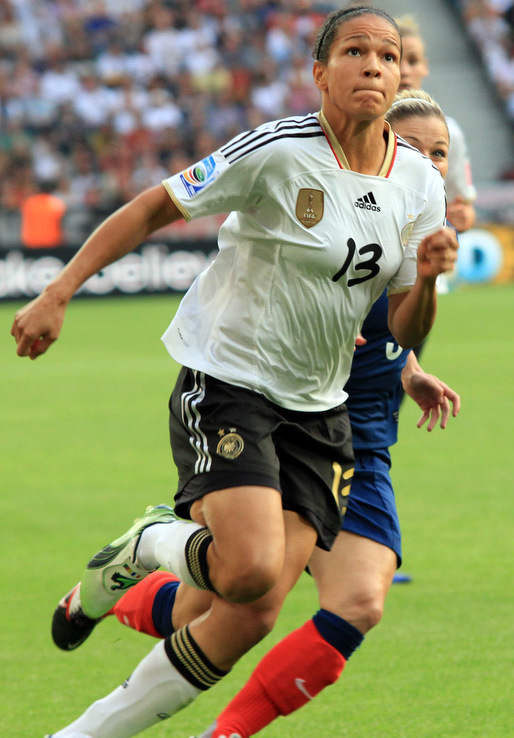
Šašić bei der WM 2011

Šašić ist die Tochter eines Kameruners und einer Französin. Sie hat einen älteren Bruder, Nicolas, sowie eine jüngere Schwester, Laurence. Mit 15 Jahren wurde sie gemeinsam mit ihren Eltern eingebürgert, um eine Teilnahme an der U19-WM für Deutschland zu ermöglichen. Der Teil „da Mbabi“ ihres Geburtsnamens bedeutet so viel wie „(Tochter) von Mbabi“, der Name ihres Vaters lautet Elias Mbabi da Yombi. Der Namensteil Okoyino stammt von ihrer Großmutter väterlicherseits. Wegen des langen Familiennamens war Célia Okoyino da Mbabi die einzige Spielerin der Bundesliga, die aus Platzgründen nur ihren Vornamen auf dem Vereinstrikot trug. Auf dem Trikot der Nationalmannschaft hingegen war ihr vollständiger Nachname zu lesen.
Im Frühjahr 2007 bestand Šašić ihr Abitur am Friedrich-Ebert-Gymnasium in Bonn. Ihre Leistungskursfächer waren Sport und Französisch. Am 1. August 2007 begann sie eine Ausbildung als Kauffrau für Marketing-Kommunikation. Sie studierte Kulturwissenschaft an der Universität Koblenz-Landau.
Seit dem 1. August 2013 ist sie mit dem kroatischen Amateurfußballer Marko Šašić verheiratet, dem Sohn des Fußballtrainers Milan Šašić. Im Juni 2016 brachte sie die Tochter Mila zur Welt.